# Serena Ortolani

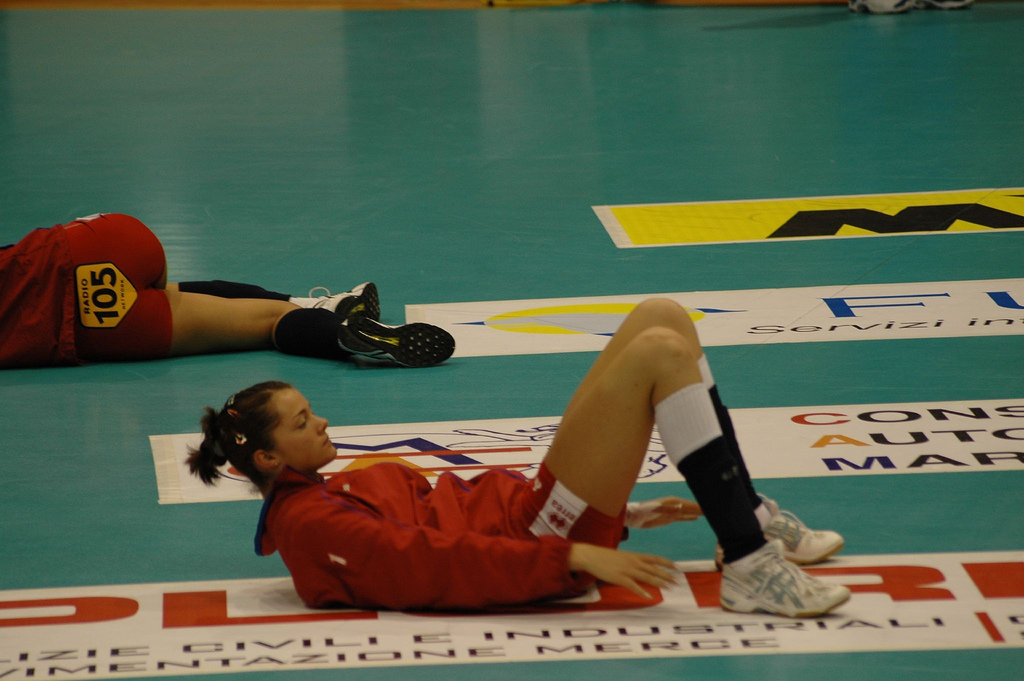
Serena Ortoloni zawodniczką Yamamay Busto Arsizio

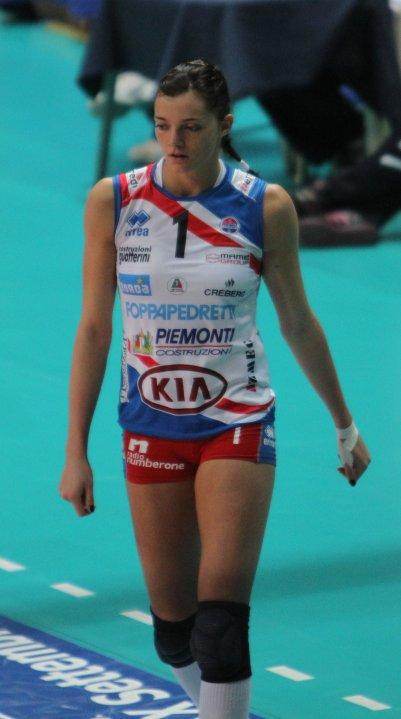
Serena Ortoloni zawodniczką Foppapedretti Bergamo

Serena Ortolani (ur. 7 stycznia 1987 w Rawennie) – włoska siatkarka, reprezentantka kraju. Występuje na pozycji atakującej. 

## Życie prywatne
Jest związana z włoskim trenerem Davide Mazzantim. W październiku 2012 zdecydowała się przerwać karierę sportową ze względu na ciążę. W lipcu 2013 siatkarka urodziła córkę, której nadano imię Gaia.

## Przebieg kariery
| Lata                      | Klub                              |
| ------------------------- | --------------------------------- |
| 1995–1999                 | Reda Volley                       |
| 1999–2000                 | Libertas Forlì                    |
| 2001–2004                 | Teodora Rawenna                   |
| 2004–2007 (do 22.02.2007) | Radio 105 Foppapedretti Bergamo   |
| 2007–2007 (od 23.02.2007) | Rebbecchi Cariparma Piacenza      |
| 2007–2008                 | Yamamay Busto Arsizio             |
| 2008–2011                 | Norda Foppapedretti Bergamo       |
| 2011–2012                 | Scavolini Pesaro                  |
| 2013–2014                 | Unendo Yamamay Busto Arsizio      |
| 2014–2015                 | Pomì Casalmaggiore                |
| 2015–2017                 | Imoco Volley Conegliano           |
| 2017–2020                 | Saugella Team Monza               |
| 2020–2021                 | Bartoccini Fortinfissi Perugia    |
| 2021–2022                 | Omag San Giovanni in Marignano    |
| 2022–2023                 | Mosaico Rawenna Volley            |
| 2023–                     | Omag-MT San Giovanni in Marignano |

## Sukcesy klubowe
Superpuchar Włoch:
- 2004, 2016

Liga Mistrzyń:
- 2005, 2009, 2010
- 2017

Mistrzostwo Włoch:
- 2006, 2011, 2015, 2016
- 2005, 2014

Puchar Włoch:
- 2006, 2017

Klubowe Mistrzostwa Świata:
- 2010

Puchar Challenge:
- 2019

Puchar Włoch Serie A2:
- 2025[5]

## Sukcesy reprezentacyjne
Mistrzostwa Europy Kadetek:
- 2003

Mistrzostwa Świata Kadetek:
- 2003

Mistrzostwa Europy Juniorek:
- 2004

World Grand Prix:
- 2005
- 2007, 2008, 2010

Mistrzostwa Europy:
- 2007, 2009
- 2005

Puchar Świata:
- 2007

Volley Masters Montreux:
- 2018
- 2009

Letnia Uniwersjada:
- 2009

Puchar Wielkich Mistrzyń:
- 2009

Puchar Piemontu:
- 2010

Mistrzostwa Świata:
- 2018

## Nagrody indywidualne
- 2006: Nagroda Arnaldo Eynarda (najlepsza siatkarka do lat 20) w sezonie 2005/2006
- 2009: MVP turnieju finałowego Ligi Mistrzyń